# (15593) 2000 GR93
A (15593) 2000 GR93 a Naprendszer kisbolygóövében található aszteroida. A LINEAR projekt keretében fedezték fel 2000. április 5-én.